# Аґава Хіроюкі
Хіроюкі Аґава (яп. 阿川 弘之, Аґава Хіроюкі, 24 грудня 1920 — 3 серпня 2015) — японський письменник і літературний критик, представник літературної групи «Треті нові». Удостоєний Ордена культури (1999). Твори: «Весняний замок» (春の城, 1953, премія Йоміурі), біографія «Сіга Наоя» (志賀直哉, 1994, премія Номи і премія Майніті), присвячена японським військовим діячам біографічна трилогія «Ямамото Ісороку» (山本五十六, 1965, перекл. рос. як «Адмірал Ямамото», премія Сінтьося), «Йонай Міцумаса» (米内光政, 1978), «Іноуе Сігейосі» (井上成美, 1986). На тлі інших «третіх нових» Аґава, зберігаючи притаманну йому автобіографічність (сильний вплив на нього справив Сіга Наоя), виділяється явною політизованістю творів, центральністю для творчості військової теми і зміщенням акценту з подій повсякденних на історичні.

## Біографія
Народився в Хіросімі у сім'ї підприємця. Закінчив філологічний факультет Токійського університету, відділення японської літератури (дипломна робота — «Сіга Наоя»). У 1943 році був призваний до армії. Почав службу в званні молодшого лейтенанта військово-морських сил. Безпосередньої участі в бойових діях не брав: завдяки знанню китайської мови, був задіяний в розвідці в якості перекладача секретної інформації. Закінчення війни зустрів, перебуваючи в Китаї у провінції Хубей, куди був переведений після присвоєння йому звання старшого лейтенанта в 1944 році. Після демобілізації в березні 1946 року повернувся додому в Хіросіму, де був шокований наслідками атомного бомбардування рідного міста.
Як письменник дебютував в 1946 році з его-роману «Рік за роком» (年年歳歳), де описав свою зустріч з сім'єю, яка пережила бомбардування в зруйнованій Хіросімі. Згодом неодноразово повертався до теми Хіросіми. Відомий також завдяки створеному в ті ж роки оповіданню «6-е серпня» (八月六日, 1947), яке було написане за мотивами документальних свідчень хібакуся. Після того, як дебютний «Рік за роком» позитивно оцінив корифей жанру Сіга Наоя, Аґава став його учнем. Першим значним твором вважається роман «Весняний замок» (1952), який Аґава задумував як невигадливий і правдивий реквієм за своїми друзями, які служили разом з ним на флоті і загинули під час війни. Твір був удостоєний премії Йоміурі, і це значною мірою посприяло визнанню автора. За «Весняним замком» послідувала документальна повість «Диявольська спадщина» (魔の遺産, 1954), де від імені молодого токійського журналіста описується бомбардування Хіросіми та її наслідки: сюжет побудований навколо розслідування журналістом обставин смерті його Хіросімського племінника і реакції хібакуся на діяльність створеної американцями комісії з вивчення хвороб, викликаних наслідками атомного бомбардування. Твір було перекладено англійською (в 1957) і китайською мовами. У подальших роботах Аґава продовжував розвивати військову тему, часто в автобіографічному ключі (див. «Бурхливе море»,暗い波濤, 1974).
Як літературний критик відомий працями про свого вчителя, письменника Сіга Наоя. Серед інших найшанованіших Агавою письменників — Масудзі Ібусе. Широко відомі публічні дебати і взаємне неприйняття робіт один одного Агавою і Кендзабуро Ое.

## Видання російською мовою
- Адмирал Ямамото. — М. : Центрполиграф, 2003. — 432 с. — ISBN 5-9524-0195-3.